# Guillaume Pley
Guillaume Pley (Sainte-Adresse, Seine-Maritime, 26 de julio de 1985) es un videógrafo, locutor de radio y presentador de televisión francés.
En la radio, dirigió una emisión de libre antena, sucesivamente en NRJ Bélgica, Fun Radio Bélgica y Goom Radio. También moderó, entre 2011 y 2018, Guillaume Radio, un programa emitido conjuntamente en NRJ Francia, NRJ Bélgica y NRJ Suiza.
Guillaume Pley está menos presente en la televisión. En 2014, después de presentar Rising Star, semanalmente, en M6, en compañía de Faustine Bollaert, copresentó Tout peut arriver (Todo puede suceder) con Jérôme Anthony. También cofacilitó en 2014 las emisiones dedicadas al Top 50 con varios animadores de M6 y W9. Por cierto, fue columnista en Touche pas à mon poste! en C8 durante una temporada, y dirigió el programa Le Repley de la semana en CStar de octubre de 2016 a marzo de 2017.
También es conocido por videos y canulares violentos o vulgares, como cuando se filma forzando a las desconocidas a besarlo.

## Biografía

### En la radio
En 2004, Guillaume Pley comienza su carrera de animador radio sobre una emisión de Radio Clapas, a Montpellier. Paralelamente, sigue una formación de animador de televisión y radio a Studio M en la misma ciudad y toma cursos de teatro. Además de estas actividades, es la voz de las habillages pub de NRJ Perpiñán. Al mismo tiempo, H appy FM confía El Morning a 6 horas, así como un Talk show a 21 h.

#### NRJ Bélgica
Guillaume Pley deja Francia y llega a Bruselas en el municipio de Schaerbeek, para coanimar Las grandes bocas con Dan y Déborah en NRJ Bélgica de agosto a septiembre de 2008. Paralelamente, anima La Radio Libre, de 20:00 a medianoche, siempre en NRJ Bélgica con Khalid, Lucile y Aymeric hasta julio de 2009.

#### Fun Radio Bélgica
En septiembre de 2009, Guillaume llega a Fun Radio Bélgica y anima la segunda temporada de su programa Radio Libre, de domingo a jueves de 20:00 a medianoche con Khalid, Lucile y Tim "el webmaster". Se trata de una primera para Fun Radio Bélgica que transmitía hasta entonces la versión francesa de la libre-antena.
Guillaume Pley deja Fun Radio Bélgica en enero de 2011 y vuelve a Francia para animar su programa Radio Libre con Coralie y Anas (que partirá de él mismo). Después, Julien le sustituye al aprendiz alias "Big Front" en el ramo de radios digitales Goom Radio.

#### NRJ Francia, NRJ Bélgica y NRJ Suiza
Del 11 de julio al 19 de agosto de 2011, Guillaume Pley se instala con su equipo en NRJ Francia, NRJ Bélgica y NRJ Suiza para animar la rebanada 21:00 durante el verano con el programa Guillaume Radio 2.0. El programa se emite desde el 22 de agosto de 2011 de medianoche a las 3:00, de lunes a jueves, y de 21:00 a medianoche los domingos. El 15 de diciembre de 2011 a las 0:15 horas, Guillaume Pley anuncia en directo en NRJ Francia que sustituirá a Cauet de 21:00 a medianoche durante los dos domingos de las vacaciones de Navidad.
El viernes 6 de abril de 2012, Guillaume Pley anuncia que hará un programa de medianoche a las 6 de la mañana del viernes 20 de abril de 2012. Mientras tanto, también lleva a cabo un programa junto a Léo Lanvin: Los "Tíos no muy netos" difundidos en NRJ 12 en el talk-show de Jean-Marc Morandini: Usted está en vivo.
Por segunda vez consecutiva en NRJ, anima el 21:00 de lunes a viernes. Su equipo permanece sin cambios. Después del 27 de agosto (última emisión del verano), Guillaume Pley vuelve a tomar las rebanadas medianoche y media hora el domingo. Luego sustituye a Cauet durante las vacaciones de Navidad 2012.
Durante el verano de 2013, Guillaume Pley y su equipo anunciaron que volverán a sustituir a Cauet y su banda entre las 21:00 y la medianoche a partir del 1 de julio. Pero a partir del 8 de julio de 2013, su programa comienza a las 20:00 hasta la medianoche hasta la entrada de septiembre.
Del 24 al 28 de febrero de 2014, la emisión de Guillaume Pley se transmite de 20:00 a 2:00 en directo en NRJ, o sea seis horas de antena en directo al día.
A partir del 28 de agosto de 2017 (7 años) de 28 de agosto de 2017 (7 años) de 28 de agosto de 2017 (7 años), el nombre de su programa Guillaume Radio 2.0 se acorta en Guillaume Radio y cambia de horario difundiéndose de 20:00 a 23:00 en NRJ Francia, NRJ Bélgica y NRJ Suiza, reanudando el horario de Cauet.
El 23 de abril de 2018, Guillaume Pley anuncia que abandonará NRJ al final de la temporada, después de casi siete años de estrecha colaboración con la radio musical. Al día siguiente, la radio informó que finalmente fue retirado de la radio el 27 de abril de 2018 y reemplazado por Aymeric Bonnery.

### En la televisión
En 2007, paralelamente a sus actividades en la radio, Guillaume Pley se lanzó a televisión y animó el tiempo en una división regional de la cadena France 3 en Montpellier.
Guillaume Pley firmó un programa de televisión en NRJ 12 para mayo de 2014. El programa se llama "Esta noche nos vamos de vacaciones". Durante la semana de rodaje, su programa de radio Guillaume Radio 2.0 solo emitirá best-of.
En 2014, Pley cofacilitó para M6 y W9 varias emisiones musicales dedicadas al Top 50: Los 30 años del Top 50 (volúmenes 1 y 2) registrados en el Palais des Sports de Paris con Jérôme Anthony, Karine Le Marchand, Stéphane Rotenberg, Cristina Cordula, Alex Goude, Valérie Damidot, Faustine Bollaert, Louise Ekland et Mac Lesggy, s'ensuivent Les tubes qui font danser ! (¡Los tubos que te hacen bailar!) (volúmenes 1 y 2) y Les 25 tubes les plus chauds (Los 25 tubos más calientes) con casi todos los mismos animadores.
De septiembre a noviembre de 2014, en M6, coanima cada jueves por la noche en la primera parte de la noche, el tele-crochet Rising Star con Faustine Bollaert.
A continuación, el joven animador recibió una nueva misión por M6, el programa Sábado noche para llevar, según Touche no en mi puesto. El programa sería una adaptación de la antigua emisión de Nagui, "No se olvide de su cepillo de dientes". Guillaume Pley no estará solo en la antena. De hecho, como en Rising Star, estará acompañado por uno o un acólito. Por el momento el nombre de ése o proteínas -ci todavía no ha filtrado.
En febrero de 2015, Guillaume Pley anima en compañía de Jérôme Anthony el programa de entretenimiento Tout peut arriver (Todo puede suceder), primero en M6 y luego en W9 en marzo. Faltas de audiencias suficientes, estas dos emisiones se acortarán. Por otra parte, la emisión Esta noche se va de vacaciones prevista para el verano 2015 en NRJ12 se desprogramó incluso antes de una difusión por la cadena.
A partir de septiembre de 2016, es columnista en el programa de C8 Touche pas à mon poste ! (¡No toques mi puesto!) donde tiene una crónica humorística. Aparece el día de regreso al programa el 5 de septiembre y anima en primer lugar Le Top Loose compuesto de imágenes delirantes provenientes principalmente de Internet y de la televisión extranjera. Unos diez días después, su nueva crónica titulada Le Repley está dedicada a la actualidad de los medios de comunicación. Luego viene No tenemos sólo fanzouzes donde presenta los tuits de los espectadores contra TPMP (emisión, animador, columnistas) y envía un cómplice en el público para hacer decir a la gente del mal del equipo de TPMP o invitados. Su última crónica tiene varios nombres: Guillaume Pley, La locura de Guillaume Pley. Sus crónicas se eliminan en enero de 2017, pero sigue siendo cronista ocasionalmente (alrededor de la mesa durante todo el programa) hasta junio. 
A partir del 21 de octubre de 2016, anima el programa de entretenimiento Le Repley de la semana en CStar el viernes en la segunda parte de la noche, acompañado por varios columnistas, entre ellos Camille Cerf y Clio Pajczer. La temporada termina después de 19 emisiones, sin ser renovada la temporada siguiente, por falta de audiencia.
Con su éxito con 7 a 9 millones de vistas por episodio, El canal de televisión belga AB3 anuncia la llegada en su programa del programa "El QG" presentado por Guillaume Pley y Jimmy Labeeu,. La primera entrega de la segunda temporada tuvo lugar el 14 de septiembre en la cadena belga, con Kev Adams como primer invitado. Los primeros doce episodios del talk-show publicados en YouTube desde abril de 2019, la repetición también está disponible en Auvio (Desde que AB3 se unió a la plataforma de streaming en RTBF).

### En Internet
En febrero de 2014, el presentador crea un canal de YouTube dedicado enteramente a los videojuegos. En compañía de Bertrand Amar, Prueba un nuevo videojuego en vivo o desafía a una estrella en un juego de su elección. El programa es un formato corto, de 15 a 30 minutes, que se emite semanalmente exclusivamente en YouTube.
En octubre de 2018, anuncia su regreso con una idea cuyo principio es encontrarse cada noche, de lunes a viernes, a las 19H30, para un concurso que puede aportar 1000€ por noche. Este nuevo proyecto se publica en una aplicación llamada "The Game".
El 11 de abril de 2019, Guillaume Pley lanza un nuevo programa con el videógrafo belga Jimmy Labeeu, "El QG". Este programa se transmite cada viernes a las 18:30 en el canal de YouTube de Jimmy Labeeu y Guillaume Pley. El principio es recibir a un artista cada semana para hablar de su actualidad, hacer secuencias divertidas y pasar un buen rato, todo rodeado de un público. Producido por el grupo Webedia, el programa recibió varias personalidades como, el rapero Seth Gueko, Keen V, y Ahmed Sylla.

## Œuvres

### Canciones
2009 - El Rap de Alfonso (Producida por Stromae) 
2009 - Pa 2 Rezo (Alias Von Silly Game). 
2010 - Entonces se tira (Alias Stromatiser) (Parodia de Entonces se baila de Stromae). 
2010 - Me tomo en mí (alias Brad Pitto feat. James Deano). 
2011 - El que bombardea tu ciudad (Parodia de Aquel... de Coronel Reyel). 
2011 - Toxicoco (Parodia de Cátedra de Coco de Magic System). 
2011 - Es la looze (Alias Mayor Loozer feat. PZK) 
2015 - Eso Pue Como Nunca (Parodia de Sapés como nunca de Maestro Gims).

### Filmografía

#### Doblaje de doblaje
2016: La Edad de Hielo: Las Leyes del Universo (voz) mamut Julian.

#### Cortometraje
En 2015, Guillaume Pley realizó una parodia con The Walking Dead para celebrar el millón de suscriptores en su canal de YouTube. Así puso en línea su primer rotulación, titulado "Walking Dead in Paris". La realización cuenta con muchos invitados, entre ellos Big Flo Oli, Seb la Frite y Andy Dice.
En 2018, Guillaume Pley celebra sus 2 millones de seguidores en YouTube a través de una parodia llamada "Operación: 2 millones! (Casa de Papel) ». En este marco de 27 minutos, Guillaume se rodeó de Pierre Lottin, Rayane Bensetti o Brahim Zaibat, y algunos YouTubeurs como Andy Dit y Léa Elui. El rodaje se llevó a cabo en 12 escenarios diferentes en 5 días, e involucró a más de 80 personas en el rodaje, así como, trajes fieles a los originales de la serie de televisión española.

#### Actor
2018: Me gusta: la fiesta prohibida (El papel de DJ Benguigui, Realizado por Romuald Boulanger).

### Libros
- Toi t'es tellement con, Livre de poche, 2015  (ISBN 978-2-253-18552-9)
- Toi t'es tellement con, le collector, Livre de poche, 2015  (ISBN 978-2-253-18577-2)

### Juego de mesa
- ¡Mempakap! Guillaume Pley : juegos de mesa para adultos de la empresa francesa de juegos y juguetes, Lansay.[30][31]

### Participaciones y apariciones mediáticas
- Guillaume Pley participa en Fort Boyard difundido en France 2[32] en equipo con Samuel Etienne, y Gil Alma, Caroline Ithurbide, Vincent Mc Doom, Loup-Denis Elion, en beneficio de la Asociación de Príncipes Pequeños.[33][34] Luego, en septiembre de 2018, en compañía de Tal, Lenni Kim, Isabelle Morini-Bosc, Isabelle Vitari, Jeanfi Janssens, actuó para la Asociación Asperger Amistad.[35] Luego participa en julio de 2019, por tercera vez, en Fort Boyard, junto a Valérie Damidot y Keen’V, en beneficio de la asociación CéKeDuBonheur.[36]
- El animador es el invitado de Charlotte Barrirestauración-Dennebouy y Fred Picard en el programa «¡Ya lo estamos hablando!». Confía en su carrera,.[37][38]
- Junio de 2018, es el invitado del cuarto número de la emisión del videojuego "Jeuxactu".[39]
- 2020: es el animador del séptimo episodio de la serie, True Story Avec, #MaTrueStory - La anécdota de Yacine con Guillaume Pley y Le Rire Ja!, en Prime Video.[40]

### Deportes
Participa en una decena de carreras del Trofeo Andros con las Andros Car Eléctrico (en las estaciones de Val Thorens, Serre Chevalier, Lans en Vercors o Super Besse).

## Polémicas
Es conocido por videos y canulares violentos o vulgares, por ejemplo en los que está filmado forzando a las desconocidas a abrazarlo.

### Vídeo degradante para la imagen de las mujeres
El 16 de octubre de 2013 publicó un video titulado ¡Cómo abrazar a una desconocida en 10 segundos!, en el que abordó desconocidas en la calle y las abraza, a veces sin su consentimiento. Este vídeo suscita la indignación de algunos internautas, en particular la revista femenina MadmoiZelle.com que, en un artículo titulado "Guillaume Pley, el agresor de millones de vistas" publicado el 21 de octubre de 2013, ve actos de agresión sexual y una señal que tiende a banalizar el acoso de calle entre los jóvenes (que constituyen la mayoría del público de Guillaume Pley).
Guillaume Pley se explicó en su programa del 21 de octubre de 2013 y desaconsejó a sus oyentes reproducir las agresiones mostradas en el video en su casa mientras se contradice: dijo que le parecía lógico, en el momento de la realización del video, que no era algo que reproducir, incluso cuando llamó a sus oyentes a hacer lo mismo en la red social Facebook. Sin embargo, no abordó en ningún momento la cuestión de las representaciones de las mujeres y el acoso, o la agresión, que su vídeo representa.

### Otras polémicas
Según el informe publicado el 26 de junio de 2013, el Consejo Superior del Audiovisual advirtió a NRJ tras la difusión, el 5 de junio de 2012, de la emisión Guillaume 2.0 durante la cual el animador leyó en la antena mensajes insultantes para un oyente. Esta práctica desconoce las disposiciones previstas, en la convención de la estación, por el artículo 2-6 relativo a los derechos humanos y por el artículo 2-10 sobre el dominio de la antena.
El informe del CSA publicado el 21 de marzo de 2017, advirtió a NRJ tras la difusión del programa Guillaume Radio 2.0 del 8 de noviembre de 2016. Alertado sobre el tema del programa Las historias que marcan con la droga. Después de la revisión, el consejo consideró que su difusión infringía varias obligaciones que se imponen en la radio NRJ. En efecto, la convención de la radio NRJ prevé que “el titular es responsable del contenido de las emisiones que programa” (art. 2-1) y que -ci debe velar "por no incitar a prácticas o comportamientos delincuentes o incivicos" (art. 2-4).